# Pone
Pour l’article homonyme, voir DJ Pone.
Guilhem Gallart, dit Pone, né le 7 mars 1973 à Toulouse, est un membre du groupe Fonky Family. Il est aussi producteur de musique, compositeur et écrivain.

## Biographie
Né à Toulouse où il y découvre la culture hip-hop, il quitte sa région natale à 19 ans pour Marseille suivi de Don Choa ; il y fait la connaissance d'autres artistes qui vont marquer sa carrière : DJ Djel, Le Rat Luciano, Sat l'Artificier, Menzo et Fellaga. Ensemble, ils créent le groupe, la Fonky Family en 1994. Pone produira ainsi l'intégralité du premier album du groupe, Si Dieu veut..., qui sortira en 1997. Il interviendra sur l'ensemble de la discographie du groupe marseillais mais aussi en tant que producteur indépendant pour d'autres artistes (par exemple sur le titre Hold up du groupe 113 ou  Darwah pour Rohff). La Fonky Family décide de se séparer en 2007, les membres du groupe poursuivant désormais une carrière en solo.
En 2015, Pone connaît des problèmes de santé et une série d'examens médicaux révèle qu'il souffre de la maladie de Charcot (sclérose latérale amyotrophique, SLA à forme spinale). Un concert pour le soutenir dans sa maladie est organisé le 19 septembre 2015,. En 2018, en réaction au manque d'information du public sur la maladie de Charcot (SLA), ainsi que par une volonté de renseigner les personnes concernées, Pone présente son site La SLA pour les nuls.
En début d'année 2019, Pone retrouve le goût de la production malgré sa paralysie. Il se lance alors dans la production de nouveaux instrumentaux, en utilisant ses yeux comme des membres. Il choisit également de mettre à disposition du public l'intégralité de son travail de producteur, depuis 1990 jusqu'à 2014, sur le site 73BPM, soit des milliers d'instrumentaux.
En septembre, paraît Kate & Me, un album en téléchargement gratuit. Quelques mois plus tard, après avoir reçu l'album par l'équipe de Pone et l'avoir écouté, la star anglaise Kate Bush écrira un message au producteur français, lui faisant part de son émotion, de son admiration et de son approbation.
En 2020, Pone sort un album intitulé Vision en collaboration avec Karlito, ancien rappeur de la Mafia K'1 Fry. Ali apparait en featuring sur cet EP.
En juin 2021 sous l'impulsion de Nicolas Couturieux, un directeur artistique, paraît Listen And Donate. Un EP de quatre titres dont deux originaux, toujours à base de samples de l’œuvre de Kate Bush, et deux remixes réalisés par Blow Digital et Para One. JR signe la partie visuelle du projet. Fini la gratuité car il faut récolter des fonds pour l’association Trakadom, créée par Pone et deux médecins en collaboration avec le service de réanimation du CHU de Nîmes. L'association œuvre à former des soignants et des aidants afin de permettre le retour à domicile des patients appareillés,.
En septembre 2021, l’artiste réalise, grâce au mouvement de ses pupilles et à l’occasion du passage de flambeau paralympique entre Tokyo et Paris, un « mix inédit pour célébrer l’arrivée des Jeux en France avec le public présent au Trocadéro ou derrière leurs écrans ».
En 2022, l'imitateur Marc-Antoine Le Bret prête sa voix pour permettre à Pone de parler avec une voix synthétique proche de celle avant la maladie. Ce travail lui permet d'intervenir dans le documentaire Pone sans rémission qui lui est consacré sur la plateforme BrutX.

## Discographie
Outre les trois albums de la Fonky Family sur lesquels il a travaillé, il a notamment participé aux albums suivants :
- Les Princes de la ville du groupe 113
- Une Couleur de Plus au Drapeau de KDD
- Mode de vie : Béton style du Rat Luciano
- La Vie avant la mort de Rohff
- Dans mon Monde de Sat
- Vapeurs Toxiques de Don Choa
- Brut de femme de Diam's
- Kate & Me de Pone (2019)
- Vision avec Karlito (2020)
- Listen And Donate de Pone (2021)

## Distinctions
- Chevalier de l'ordre des Arts et des Lettres (17 octobre 2022)[15]